# Carmen Possnig

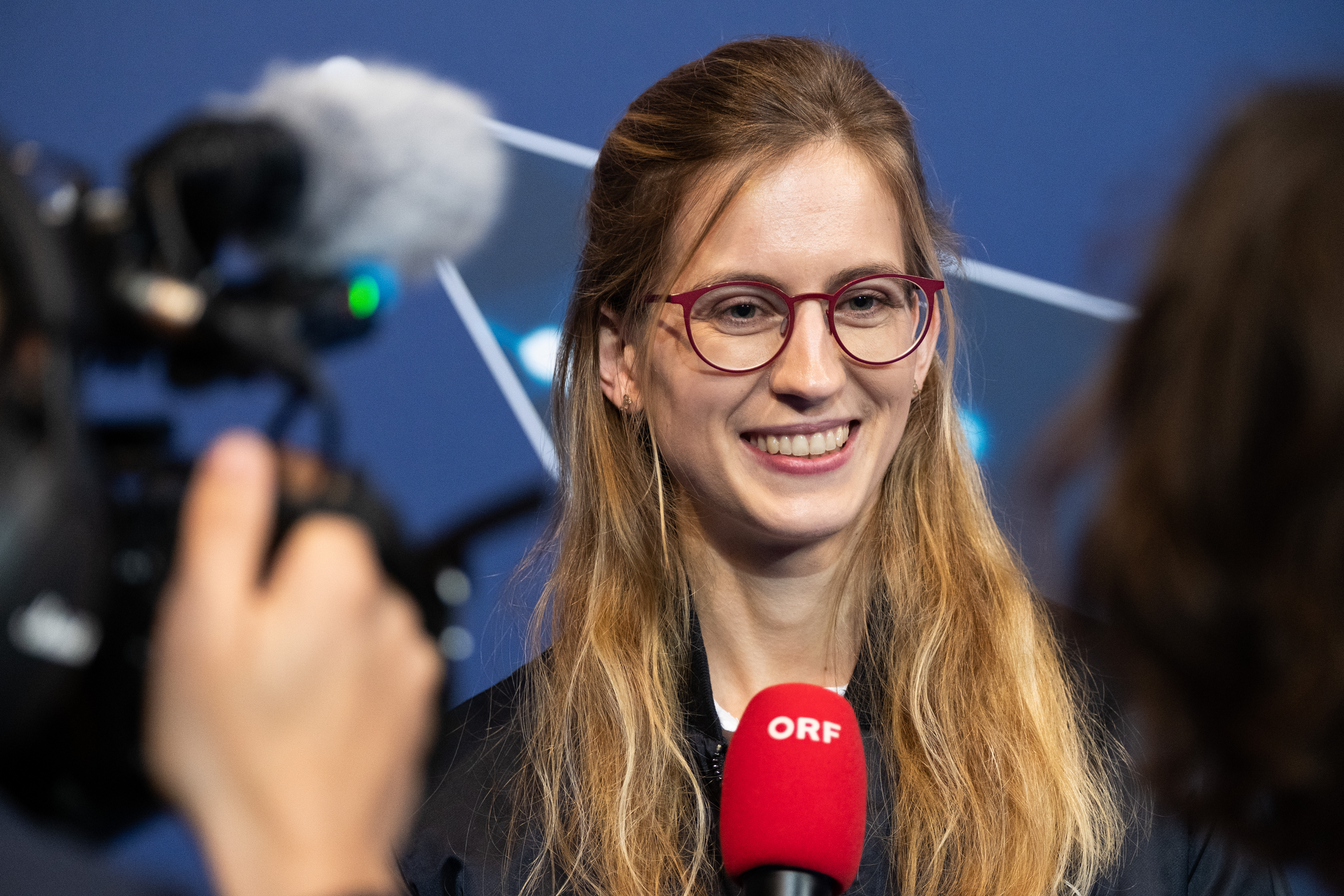
Carmen Possnig (2022)

Carmen Possnig (* 1988 in Klagenfurt am Wörthersee) ist eine österreichische Medizinerin. Im November 2022 wurde sie von der Europäischen Weltraumorganisation (ESA) als Ersatzastronautin präsentiert.

## Leben

### Ausbildung
Carmen Possnig wurde als Tochter der Schriftstellerin, Psychologin und Erziehungswissenschaftlerin Eva Possnig-Pawlik geboren. Sie studierte an der Medizinischen Universität Graz Medizin, das Studium schloss sie 2014 ab. Ihre Abschlussarbeit schrieb sie zum Thema Effects of Artificial Gravity Exposure on Orthostatic Tolerance Times in Men and Women in Zusammenarbeit mit dem Deutschen Zentrum für Luft- und Raumfahrt (DLR). Anschließend war sie bis 2017 beim Wiener Krankenanstaltenverbund tätig, wobei sie ihre Zulassung als Allgemeinmedizinerin erhielt.

### Weltraummedizin-Forschung
2017 startete sie im Auftrag der Europäischen Weltraumorganisation (ESA) einen 13-monatigen Aufenthalt in der Antarktis, wo sie in der Station Dome Concordia Auswirkungen von Isolation und geringem Sauerstoffgehalt auf die Crew erforschte. Über ihre Erfahrungen schrieb sie das Buch Südlich vom Ende der Welt. Nach ihrer Rückkehr begann sie 2020 an der Universität Innsbruck ein PhD-Studium, in dem sie sich mit Weltraummedizin beschäftigt. Außerdem ist sie am Institut für Weltraummedizin und -physiologie (MEDES) in Toulouse (Frankreich) tätig.

### Auswahl als Reserve-Astronautin
Am 23. November 2022 wurde sie in Paris als Ersatzastronautin des Europäischen Astronautenkorps in der 17-köpfigen ESA-Astronautenklasse 2022 präsentiert. Sie setzte sich in einem Auswahlverfahren unter mehr als 22.500 Bewerbern durch. Im Falle eines Einsatzes als Astronautin wäre sie die erste Österreicherin im Weltall.

## Publikationen
- Südlich vom Ende der Welt: wo die Nacht vier Monate dauert und ein warmer Tag minus 50 Grad hat: mein Jahr in der Antarktis, Ludwig Verlag, München 2020 ISBN 978-3-453-28135-6.

## Auszeichnungen
- 2023: Kulturpreis des Landes Kärnten: Förderungspreis in der Sparte Naturwissenschaften[6]
- 2024: Amelia-Earhart-Fellowship[7]